# Louvain-la-Neuve
Louvain-la-Neuve (niem. Neu-Löwen, wa. Noû Lovin) – dzielnica (section) miasta Ottignies-Louvain-la-Neuve w Belgii, w Regionie Walońskim, w prowincji Brabancja Walońska, w okręgu Nivelles. 1 stycznia 2020 roku liczyła 10 327 mieszkańców. Powstała 1 stycznia 1971 r. w wyniku konfliktu flamandzko-walońskiego, którego początki sięgają lat 60. XX wieku. 
2 czerwca 2009 r. utworzono muzeum Hergé-Museum, poświęcone belgijskiemu ilustratorowi Hergé. 
Utworzono tutaj wyższą uczelnię Université catholique de Louvain (UCLouvain), jako francuski odpowiednik Katolickiego Uniwersytetu w Lowanium, kiedy placówka ta została oddzielona od niderlandzkojęzycznej części, która pozostała w mieście Leuven.